# Сфинкс (снежник)
Сфинкс — снежник в шотландском Национальном парке Кернгормс, один из самых «стойких» в Великобритании. За последние 300 лет полностью таял всего восемь раз. Получил свое название по имени проходящей рядом горной тропы «Сфинкс». Снежник находится на высоте 1296 м, на корри (своеобразная котловина, образовавшаяся во время последнего ледникового периода) Гарбх-Койр-Мор (скотс Garbh Coire Mor или Garbh Coire Mhor), на третьей по величине горе Шотландии и Британии Брайерих.
Из архивных записей следует, что Сфинкс полностью таял в 1933, 1959, 1996, 2003, 2006, 2017 и 2018 годах. В 2021 году он вновь растаял. Считается, что до 1933 года он в последний раз полностью таял только в 1700-е.
Причиной участившихся таяний снежника учёные считают изменение климата: из-за повышения температуры снега быстрее тают; кроме того, выпадает меньше снега, и изначальный размер снежника становится меньше.